# Synagogue de Radom (1844-1939)

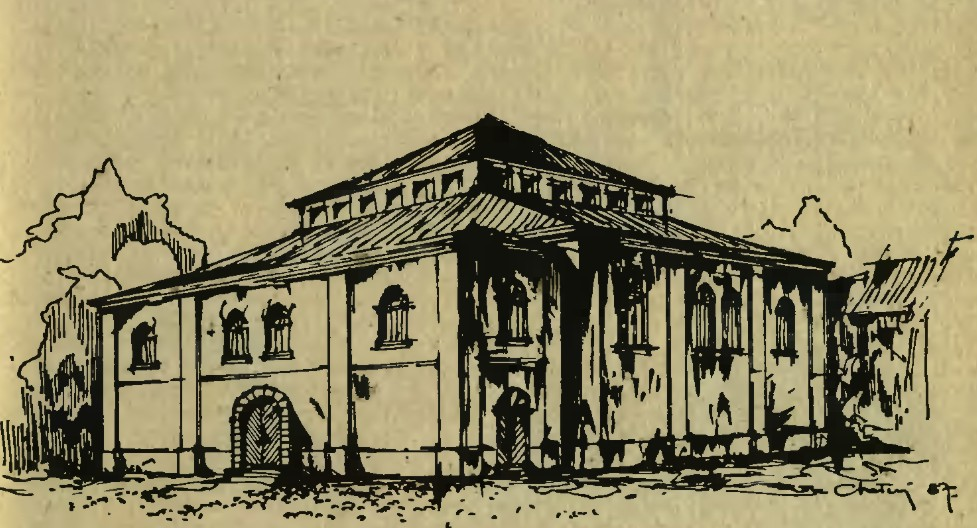
Aperçu général de la synagogue basé sur des documents historiques

Depuis le XIXe siècle, les Juifs ont occupé une place importante à Radom. À la veille de la Seconde Guerre mondiale, on comptait près de 30 000 Juifs à Radom et ses environs soit à peu près 30 % de la population totale. Très peu survivront à la Shoah. 
La synagogue de Radom date des années 1840 et sera détruite par les Allemands lors de la liquidation du ghetto de Radom.

## La communauté juive de Radom

### La première communauté
Une légende populaire dit que le roi Casimir le Grand (1310-1370) rencontra et resta en contact étroit avec une Juive Esterka. Les rencontres eurent lieu à Radom. Pour commémorer cette légende, une des maisons situées place de l'Hôtel de ville, est appelée Maison Esterka. Le problème est que la maison n'a été construite que bien après le règne de Casimir le Grand. 
On ignore la date exacte où le premier Juif s'est installé à Radom. 
En 1567, une des rues de Radom est appelée rue Żydowska (juive). Cela indique la présence constante de Juifs à Radom depuis au moins le milieu du XVIe siècle. Au début du XVIIIe siècle, de nombreux Juifs sont présents en ville, mais la bourgeoisie locale considère les Juifs comme des concurrents indésirables mettant en péril leurs intérêts commerciaux. En 1724, le roi Auguste II leur accorde le privilège de non tolerandis Judaeis qui interdit aux Juifs de gagner de l'argent à l'intérieur des murs de la ville. 
En 1746, les Juifs reçoivent l'ordre de quitter la ville. Ils s'installent juste en dehors des murs de la ville, dans un terrain qui n'était plus sous la juridiction du conseil municipal, mais du représentant royal dénommé staroste. Avec le temps, la rue Wałowa actuelle et la zone environnante devinrent connues sous le nom de quartier juif. C'est là qu'au milieu du XIXe siècle est construite la synagogue, et l'ensemble du quartier, après la destruction des murs de défense de Radom, devient partie intégrante de la ville. Au fil du temps, les Juifs s'installent dans d'autres parties de la ville, mais la rue Wałowa reste toujours le centre de la vie juive, particulièrement pour les Juifs orthodoxes.

### La période moderne
Au milieu du XIXe siècle, les Juifs ont un impact appréciable sur l'économie locale: ils exploitent de petits commerces ou dirigent de grandes entreprises. Grâce au soutien de riches familles juives, la communauté possède un hôpital juif, ainsi qu'une maison de retraite et un orphelinat. Dans la Pologne nouvellement indépendante, à partir de 1918, de nombreuses associations sociales, culturelles, sportives et politiques juives sont créées., ainsi qu'une presse juive. Plusieurs Juifs sont aussi membres du conseil municipal. En 1938, environ 30 % des 85 000 habitants de la ville sont de religion juive.  
« Les Juifs vivaient parmi les Polonais, mais il y avait aussi un quartier juif dans la ville, dont le cœur était rue Wałowa. Il y avait… quelques shtiebels (oratoires) et un mikvé (bain public)…Wałowa et les rues avoisinantes étaient bordées de magasins juifs, des traiteurs cachères, des boulangeries, des librairies, des magasins de vêtements et de chapeaux. Avant Pessa'h, mon père m'emmenait toujours à Wałowa pour m'acheter un nouveau chapeau. Je portais un chapeau juif. Il était noir, avait une petite pointe en tissu et ressemblait un peu à une casquette de baseball. À Wałowa, il y avait aussi le plus grand et le meilleure delicatessen juif, où vous pouviez acheter des hors-d'œuvre, des friandises et différentes bières…Durant le chabbat et les jours de fêtes, Wałowa était très différent du reste de la ville… Les magasins étaient fermés, et les gens en habit de fête se dirigeaient calmement vers la synagogue… »

### La destruction de la communauté
La persécution des Juifs commence immédiatement après l'occupation de Radom par les Allemands. Les Juifs sont privés de leurs droits civiques et de leurs biens, et en avril 1941, les ghettos sont créés: un grand dans la ville, autour de la rue Walowa et un petit à Glinice. Les Juifs qui ne s'installent pas dans le ghetto risquent la peine de mort. Plus de 30 000 Juifs de Radom et des environs sont parqués dans des quartiers clos, où les conditions de vie sont très mauvaises: il n'y a que très peu de nourriture et les épidémies se propagent rapidement. 
Le 4 août 1942, le ghetto de Glinice est détruit et du 16 au 18 août celui du centre-ville.  
Les témoins ont rapporté comment le dimanche, des électriciens sont venus dans le ghetto et ont installé de puissants projecteurs à chaque coin de rue. À minuit, les lampes sont allumés, et les rues du ghetto, normalement sombres à cette heure-là, sont claires comme en plein jour. Le ghetto est entièrement et hermétiquement bouclé par des unités de la police polonaise et de la police allemande. La liquidation du grand ghetto commence la nuit du 17 août. Pendant trois nuits et deux jours, les hommes, femmes, enfants sont systématiquement rassemblés, bloc après bloc, bâtiment après bâtiment et sans ménagement entassés dans wagons de marchandise. Des unités complètes prêtes au combat de troupes SS, de Gestapo, de gendarmes, des détachements ukrainiens en uniforme SS patrouillent les rues du ghetto, tuant toutes personnes tentant de s'échapper. 
De nombreuses personnes sont tuées sur place, les vieux, les malades, les enfants. La majorité des Juifs de Radom est envoyée au camp d'extermination de Treblinka. La plupart des déportés ont cru, jusqu'au dernier moment, ce que les Allemands leur avaient dit, qu'ils allaient être réinstallés à l'Est. Le livre The book of Radom: The story of a Jewish community in Poland destroyed by the Nazis indique que Nathan Berkowitz, le seul survivant de cette déportation arrive à s'échapper en sautant du train. Apprenant le gazage de tous les occupants du train, il décide de retourner à Radom pour avertir les survivants, mais personne ne le croit. Le ghetto a été liquidé. Seuls restent 3 500 à 4 000 Juifs employés dans les usines d'armement ou de tabac et confinés tout d'abord rue Szwarlikowska puis rue Szkolna, dans un camp dépendant de Majdanek. À l'été 1944, avant l'arrivée des troupes soviétiques, les prisonniers de Radom sont transférés à Auschwitz puis vers d'autres camps. 
À la fin de la guerre, peu, parmi les rares survivants décident de retourner à Radom. À leur initiative, un monument aux Juifs de Radom victimes des crimes nazis, est érigé en 1950 à l'emplacement de l'ancienne synagogue.

## La synagogue de Radom

### La construction de la synagogue
Dans les années 1830, les dirigeants de la communauté juive de Radom tentent à plusieurs reprises auprès des autorités locales d'obtenir la permission de construire une synagogue. Toutes ces tentatives sont infructueuses. L'un des dirigeants, Nathaniel Beckerman, un homme d'une fortune considérable, décide de tenter d'obtenir l'autorisation de construire directement auprès du tsar de Russie. À cette fin, il sollicite l'intervention d'un homme bien connu et influent, le chef de la maison des Rothschild. Beckerman se rend donc à Francfort-sur-le-Main où il sollicite le baron Amschel Mayer Rothschild. À la suite de ce voyage, Beckerman peu de temps après, reçoit non seulement la permission du tsar de construire une synagogue à Radom, mais aussi un généreux cadeau personnel du baron et un don de la riche communauté juive de Francfort pour couvrir une grande partie des coûts de construction de la synagogue.
La synagogue de Radom est construite en 1844 ou en 1846 dans le quartier juif de l'époque à l'intersection entre les rues Bożnicza et Podwalna 

### Description de la synagogue
Le bâtiment consiste en une salle de prière principale pour hommes, construite sur un plan carré de 18m par 18 m et contigu à celle-ci, à l'ouest, un vestibule sur deux niveaux (16,2 m par 5,8 m par 7 m de haut) avec trois entrées. La synagogue occupe une superficie d’environ 418 m², avec une hauteur maximale de 9 m.   
Au centre de la salle principale, se trouve la bimah, l'estrade où se lit la Torah et où est l'officiant dirige la prière. Quatre colonnes en bois, soutenant la ferme du toit, sont positionnées en carré au-dessus de la bimah. Le carré formé par les colonnes est inscrit dans un dodécagone, constituant la base structurelle du dôme pyramidal de section carrée. L'intérieur de la salle de prière est éclairé en lumière naturelle par les 12 fenêtres réparties sur trois des murs de la salle et par les 24 fenêtres percées dans le tambour du dôme. 
La synagogue est construite en briques cuites, enduites intérieurement et extérieurement de mortier. Les murs ont une épaisseur de 76 à 77 cm dans la salle principale et de 61 à 62 cm dans le vestibule. La toiture est en tôle de fer sombre, avec l'intérieur vouté décoré de motifs dorés. L'entrée principale donne sur la rue qui porte aujourd'hui le nom de Podwale. Le vestibule possède trois entrées. Au cours des dernières années de son existence, de nombreuses modernisations et modifications ont été apportées au bâtiment. À côté de la synagogue, se trouve le Beth Midrash (maison d'étude de la Torah).
Dans son livre "Ordinary Jews", Yehoshua Perle (1888-1943) décrit la synagogue en 1935: 
« La synagogue est spacieuse et fraiche. Des tambours et des trompettes sont magnifiquement sculptés sur le mur est de la synagogue, donnant toujours l’impression qu’ils font écho au chant du chantre, s’étendent maintenant silencieux comme des moutons avant la pluie. »

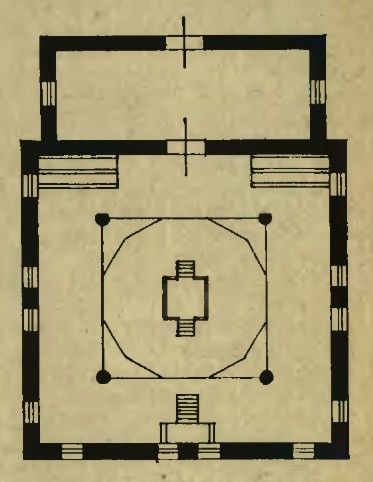
Plan du rez-de-chaussée
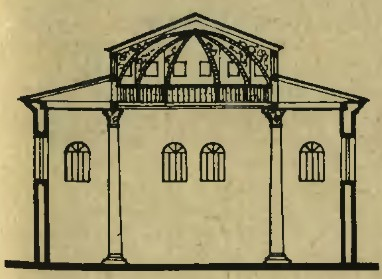
Plan en coupe de la synagogue
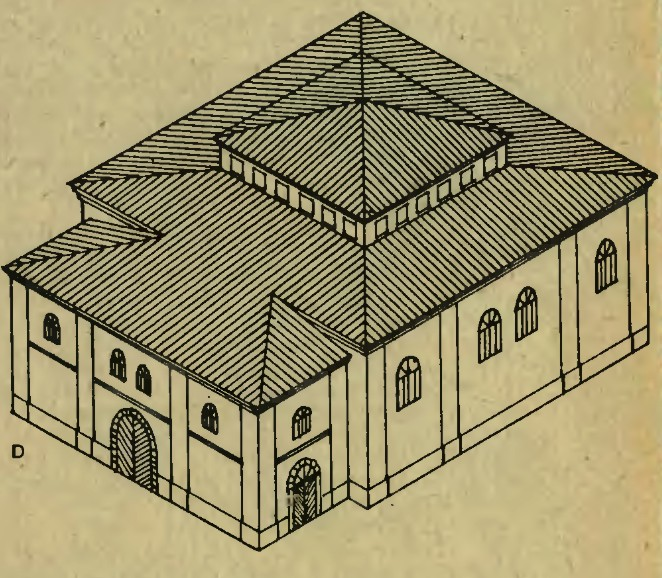
Aperçu général de la synagogue

### LeBeth Midrashet les autres maisons de prière
Ben-Zion Gold (1926-2016), auteur du livre de mémoires "Le calme avant la tempête. La vie des Juifs polonais avant l'Holocauste", écrit:
« Les gens venaient pour pouvoir prier et étudier ensemble. (...) Le Beth Midrash de Radom se trouvait dans une grande pièce rectangulaire, meublée de longues tables et de bancs. Il y avait des étagères sur les murs, sur lesquelles il y avait des éditions de la Bible, du Talmud, des commentaires rabbiniques, des codes halakhiques, responsa et littérature hassidique de toutes les époques. Au milieu du Beth Midrash, il y avait une bimah - une élévation sur laquelle on lisait la Torah. En face de la bimah, sur le mur oriental et également sur la plate-forme, était situé l'Aron Kodesh, l'Arche Sainte, dans laquelle les rouleaux de la Torah étaient conservés. La tribune, le lieu principal de la prière, était plus bas, à droite. Il y avait des places honorifiques des deux côtés de l'arche, généralement occupées par un rabbin et un membre des anciens. Les femmes étaient assises dans les galeries, invisibles des hommes. Le Beth Midrash était ouvert avant l'aube et fermé à minuit. Les prières du matin commençaient au lever du soleil, dès qu'il y avait minian…Avant que la journée ne commence pour de bon, il y avait déjà eu plusieurs offices. Ceux qui travaillaient toute la journée venaient tôt, certains récitaient des psaumes, d'autres étudiaient un chapitre de la Mishna, d'autres encore du Talmud. Ensuite, ils réunissaient un minian et récitaient les prières du matin, puis rentraient chez eux. Les après-midi d’hiver, les mendiants se rassemblaient là, après avoir terminé leur tournée. Ils s'asseyaient près des fours chauffés et se racontaient les événements de la journée écoulée. Les Juifs qui travaillaient revenaient en fin d'après-midi pour Min'ha et Maariv, les prières de l'après-midi et du soir… »
La synagogue et le Beth Midrash ont chacun leur propre chœur et hazzan (chantre). En 1939, Mojżesz Rontal occupe le poste de chantre de la synagogue et Izrael Kupfer celui du Beth Midrash.
Il y a aussi de nombreuses de maisons de prière privées dans la ville. En 1926, on en compte au moins douze. Elles sont dirigées par: Abraham Mentlik, Zelik Goldfarb, Nusyn Rozencwajg, Szlama Frydman, Szmul Frydman, Mordka Opatowski, Szlama Margulis, Mojżesz Szmendra, Rokcach Luzer-Majlech, Icek Leslau, Josek Tajchman et Józef Rabinowicz.

### La période nazie
En 1936, près d'un siècle après la construction de la synagogue en grande partie avec un don reçu de la communauté juive de Francfort-sur-le-Main, la communauté de Radom reçoit une lettre urgente de la communauté juive de Francfort, lui demandant si possible un remboursement immédiat de 3 600 marks. Pour les Juifs de Radom, cette demande est une nouvelle preuve du sort difficile des Juifs en Allemagne au début du régime nazi.
Après l'occupation de Radom par les Allemands, à l'automne 1939, la synagogue est fermée et son intérieur pillé et saccagé. Après la création du ghetto, la synagogue sert de lieu d’isolement et de quarantaine pour les personnes en contact avec des malades atteints du typhus. La synagogue est détruite lors de la liquidation du ghetto en 1942.

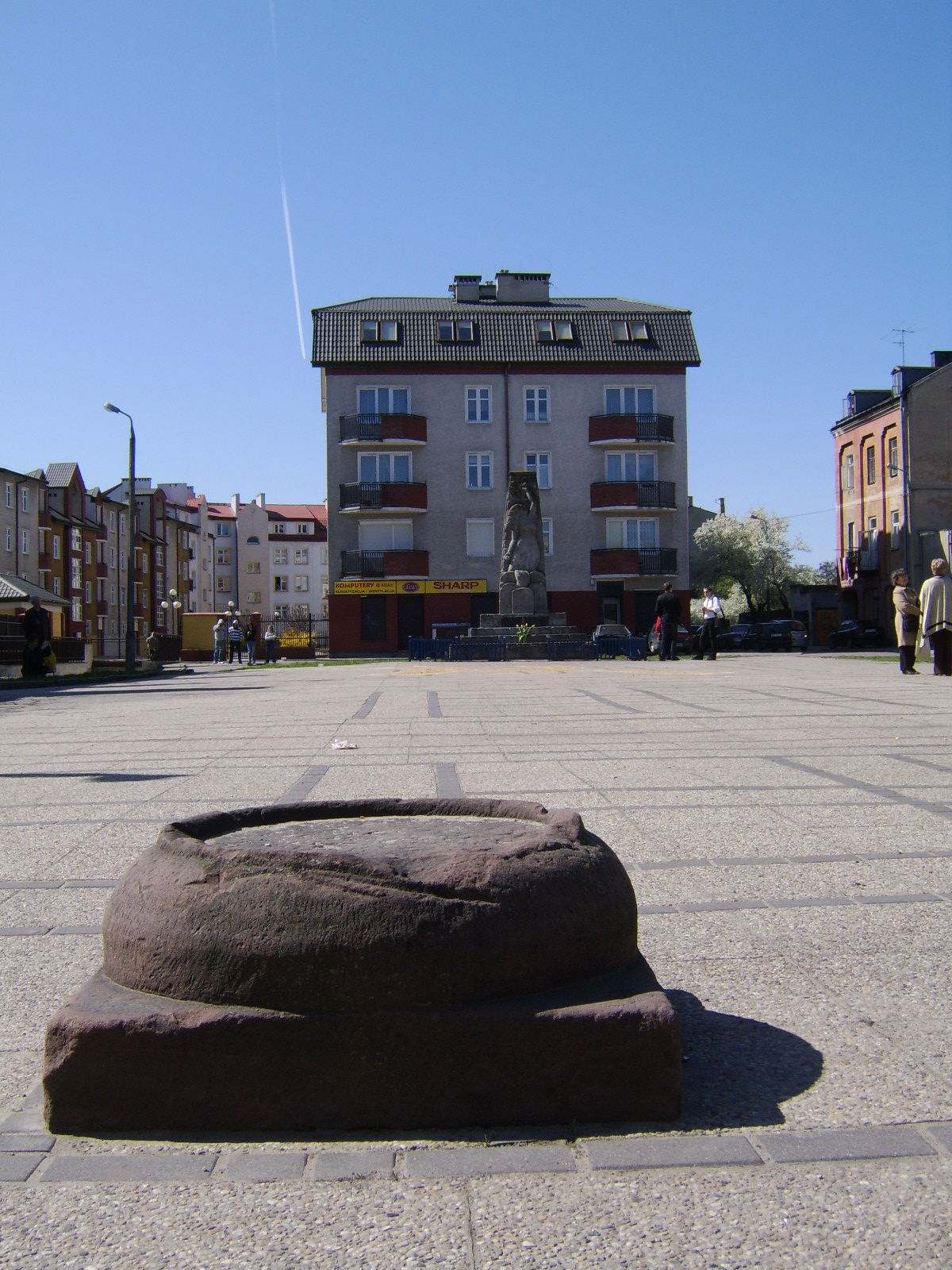
Une des bases de colonne positionnée à l'emplacement de la synagogue détruite

Le bâtiment en ruine après 1945 est démoli. Un monument conçu par le juif de Radom, Jakub Zajdensznir avec des vestiges de la synagogue détruite, est créé en 1950. Sur la place, à l'emplacement de l'ancienne synagogue, sont positionnés quatre bases de colonne, vestiges de l'ancienne synagogue.